# Simmone Jacobs
Simmone Jacobs, född den 5 september 1966 i Reading, Storbritannien, är en brittisk friidrottare inom kortdistanslöpning.
Hon ingick i Storbritanniens lag som tog OS-brons på 4 x 100 meter vid friidrottstävlingarna 1984 i Los Angeles.